# Steyr
Steyr é uma cidade e município da Áustria localizado no estado de Alta Áustria. Steyr é uma cidade estatutária, ou seja, possui estatuto de distrito.
Encravada na chamada Rota Romântica, que liga Salzburgo e Viena, Steyr, na Alta Áustria, possui mil anos de história e mais de 119 pontes e passadiços. Esta aldeia medieval localiza-se na confluência dos rios Enns e Steyr. 

O posto de turismo oferece diversas rotas turísticas para percorrer o seu centro histórico, que inclui jóias como a câmara municipal, de 1765 em estilo rococó, e a Bummerlhaus, um dos edifícios góticos não religiosos melhor conservados da Áustria.